# Michel Wüst
Michel Wüst (* 1997) ist ein Schweizer Unihockeyspieler, der beim Nationalliga-A-Verein UHC Uster unter Vertrag steht.

## Karriere
Wüst debütierte 2018 in der Nationalliga A für den die Kloten-Bülach Jets. Nach dem Abstieg der Jets in die zweithöchste Spielklasse schloss er sich dem UHC Uster an. 2021 schloss er sich dem Nationalliga-B-Vertreter Kloten-Dietlikon Jets an.